# Єльнична (Шадрінський район)
Є́льнична (рос. Ельничная) — присілок у складі Шадрінського району Курганської області, Росія. Входить до складу Дьомінської сільської ради.
Населення — 53 особи (2010, 68 у 2002).
Національний склад станом на 2002 рік: росіяни — 100 %.